# The Battle at Lake Changjin
The Battle at Lake Changjin (Originaltitel chinesisch 長津湖 / 长津湖, Pinyin Chángjīn hú – „Changjin-See; Lange-Furt-See“) ist ein Kriegsfilm von Chen Kaige, Tsui Hark und Dante Lam.
Der Film wurde von der Nationalen Radio- und Fernsehbehörde Chinas, der Zentralen Militärkommission und der Propagandaabteilung der Kommunistischen Partei Chinas in Auftrag gegeben und im Rahmen des 100. Jahrestages der Kommunistischen Partei Chinas angekündigt.
Mit einem Budget von über 200 Millionen US-Dollar übertraf The Battle at Lake Changjin alle vorherigen Filmproduktionen aus der Volksrepublik China.
Bis zum Ende des Jahres 2021 beliefen sich die Einnahmen auf über 904 Millionen US-Dollar, was The Battle at Lake Changjin zum erfolgreichsten chinesischen Film überhaupt und zur zweiterfolgreichsten Produktion des Filmjahres 2021 weltweit machte. Der Film wurde außerdem, gemessen am wirtschaftlichen Ertrag, der dritterfolgreichste Film in einem Binnenmarkt, nach Star Wars: The Force Awakens und Avengers: Endgame.

## Handlung
Der Film schildert den Sieg der Volksbefreiungsarmee über US-amerikanische Truppen in der Schlacht um den Changjin-Stausee während des Koreakriegs.

## Produktion und Veröffentlichung
Als produzierendes Filmstudio fungierte Polybona Films.
Die Dreharbeiten begannen in Peking im Oktober 2020 und endeten im Mai 2021. Der Großteil der Dreharbeiten fanden jedoch in der Provinz Zhejiang, unter anderen in Huzhou, statt. Für die Dreharbeiten wurden 70.000 Soldaten der Volksbefreiungsarmee als Statisten engagiert.
Hatten die Produzenten noch im Juli 2021 bekanntgegeben, der Film würde im darauffolgenden Monat erscheinen, wurde im August erklärt, dass sich die Veröffentlichung wegen der COVID-19-Pandemie in der Volksrepublik China verzögern werde. Der Film feierte seine Premiere schließlich im September desselben Jahres als Eröffnungsfilm beim Internationalen Filmfestival Peking. Seinen Kinostart hatte der Film noch im selben Monat in China. Noch im selben Jahr lief der Film auch in den USA, im Vereinigten Königreich und in Australien in den Kinos an.
The Battle at Lake Changjin steht in der Liste der weltweit erfolgreichsten Filme derzeit auf Platz 76 (Stand: 19. April 2025).

## Rezeption
Laut der Global Times, der Parteizeitung der Kommunistischen Partei China, spiegelt „das im Film gezeigte Nationalgefühl die steigende öffentliche Meinung“ wider.
Sun Hongyun, außerordentlicher Professor der Pekinger Filmakademie, gestand dem Film „eine außergewöhnliche und perfekte Absprache von Kapital und politischer Propaganda“ zu.
Filmkritiker Todd McCarthy resümierte in der Deadline Hollywood: „Jeder, der großes Action-Kino auf der größtmöglichen Leinwand mag, wird mehr als auf seine Kosten kommen, auch wenn der Film simpel und in seinen Zielen, Action und Politik, völlig vorhersehbar ist. […] wenn Sie das überhaupt sehen möchten, sehen Sie es auf einem wirklich großen Bildschirm.“ In The Guardian gab ein Kritiker dem Film zwei von fünf Punkten mit der Bemerkung, dass der Film ein „sporadisch aufregender, historisch zweifelhafter Bericht über eine Pattsituation im Koreakrieg mit der ganzen Subtilität eines Raketenwerfers“ sei.
Scott Mendelson rezensierte für Forbes, der Film sei mit seinen „reichlichen Massenkampfsequenzen und komplizierten Action-Versatzstücken“ spektakulär und nicht mehr hurrapatriotisch als Pearl Harbor oder Wir waren Helden. Mendelson verglich den Film außerdem mit The Eight Hundred.
Kritiken aus Südkorea warfen den Machern des Films eine Beschönigung und Umdichtung historischer Ereignisse vor. In Malaysia, wo eine Verbreitung kommunistischer Ideologie illegal ist, wurde der Film verboten.